# Ижуи (микрорегион)
Ижуи́ (порт. Microrregião de Ijuí) — микрорегион в Бразилии, входит в штат Риу-Гранди-ду-Сул. Составная часть мезорегиона Северо-запад штата Риу-Гранди-ду-Сул. 
Население составляет 183 920 человек (на 2010 год). Площадь — 5 100,923 км². Плотность населения — 36,06 чел./км².

## Демография
Согласно сведениям, собранным в ходе переписи 2010 г. Национальным институтом географии и статистики (IBGE), население микрорегиона составляет:						
| Полное население                             | Полное население                             | Полное население                             | Полное население                             | 183 920 |
| -------------------------------------------- | -------------------------------------------- | -------------------------------------------- | -------------------------------------------- | ------- |
| в том числе:                                 | Городское население                          | 145 334                                      | Процент городского населения, %              | 79,02   |
|                                              | Сельское население                           | 38 586                                       | Процент сельского населения, %               | 20,98   |
|                                              | Мужское население                            | 90 249                                       | Процент мужского населения, %                | 49,07   |
|                                              | Женское население                            | 93 671                                       | Процент женского населения, %                | 50,93   |
| Плотность населения, чел/км²                 | Плотность населения, чел/км²                 | Плотность населения, чел/км²                 | Плотность населения, чел/км²                 | 36,06   |
| Население микрорегиона в % к населению штата | Население микрорегиона в % к населению штата | Население микрорегиона в % к населению штата | Население микрорегиона в % к населению штата | 1,72    |

## Статистика
- Валовой внутренний продукт на 2003 составляет 2 342 054 935,00 реалов (данные: Бразильский институт географии и статистики).
- Валовой внутренний продукт на душу населения на 2003 составляет 12 875,91 реалов (данные: Бразильский институт географии и статистики).
- Индекс развития человеческого потенциала на 2000 составляет 0,784 (данные: Программа развития ООН).

## Состав микрорегиона
В составе микрорегиона включены следующие муниципалитеты:
1. Ажурикаба
2. Алегрия
3. Аугусту-Пестана
4. Бозану
5. Шиапетта
6. Кондор
7. Коронел-Баррус
8. Коронел-Бикаку
9. Ижуи
10. Иньякора
11. Нова-Рамада
12. Панамби
13. Пежусара
14. Санту-Аугусту
15. Сан-Валериу-ду-Сул